# Muscoidea
Muscoidea là một liên họ ruồi trong phân nhánh Calyptratae. Muscoidea, với khoảng 7000 loài đã được mô tả, chiếm gần 5% mức độ đa dạng loài đã được biết đến của bộ Ruồi. Đa số các loài ruồi liên họ này ăn phân hoặc ăn xác thối như ấu trùng của chúng, nhưng một số loài là động vật ký sinh, săn mồi hoặc ăn thực vật. Vào tháng 9 năm 2008, một nghiên cứu đã được thực hiện trên liên họ này, sử dụng cả DNA nucleic và ty thể và kết luận cho thấy Muscoidea thực sự có thể là đa ngành.

## Hình ảnh

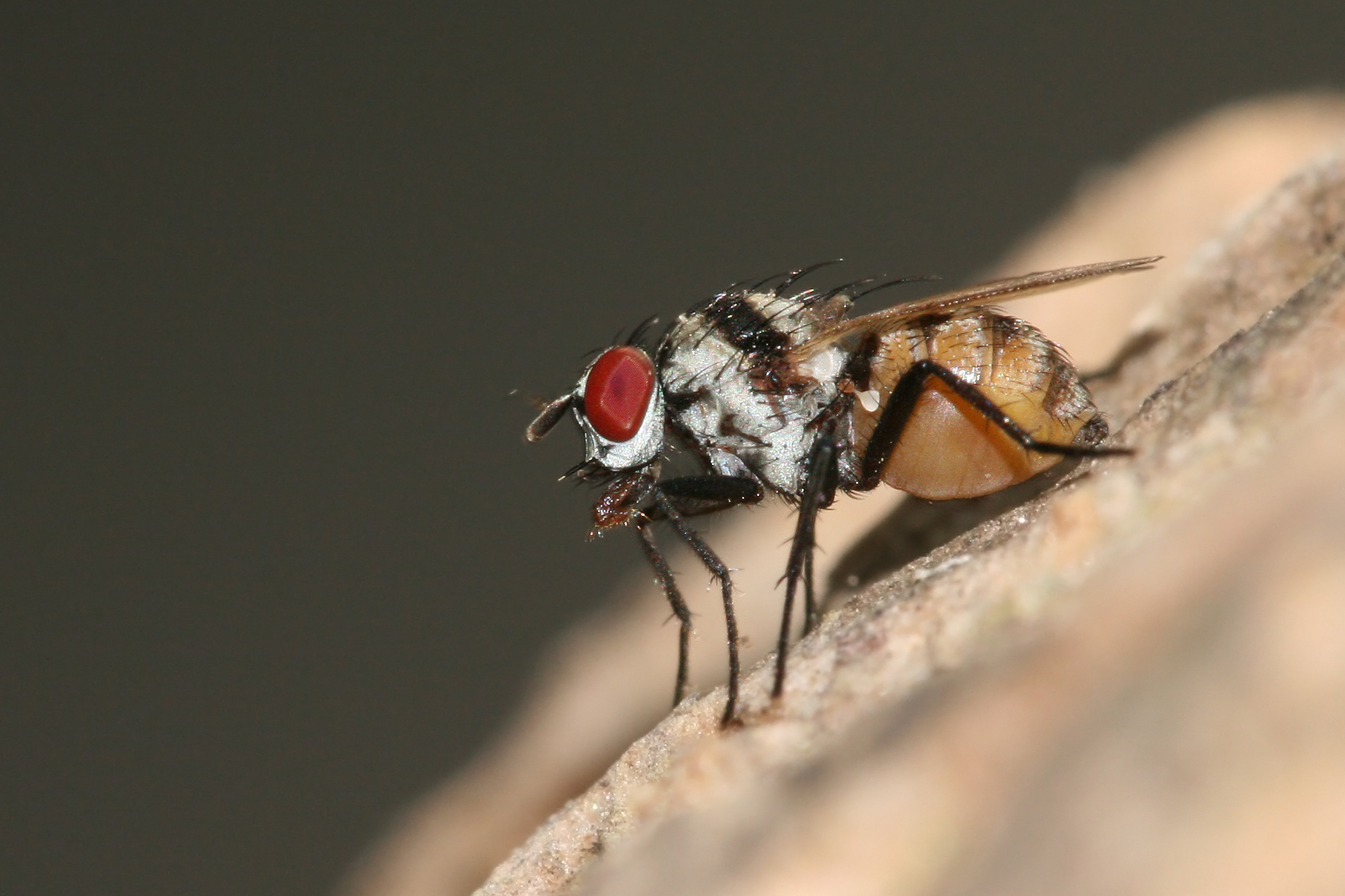
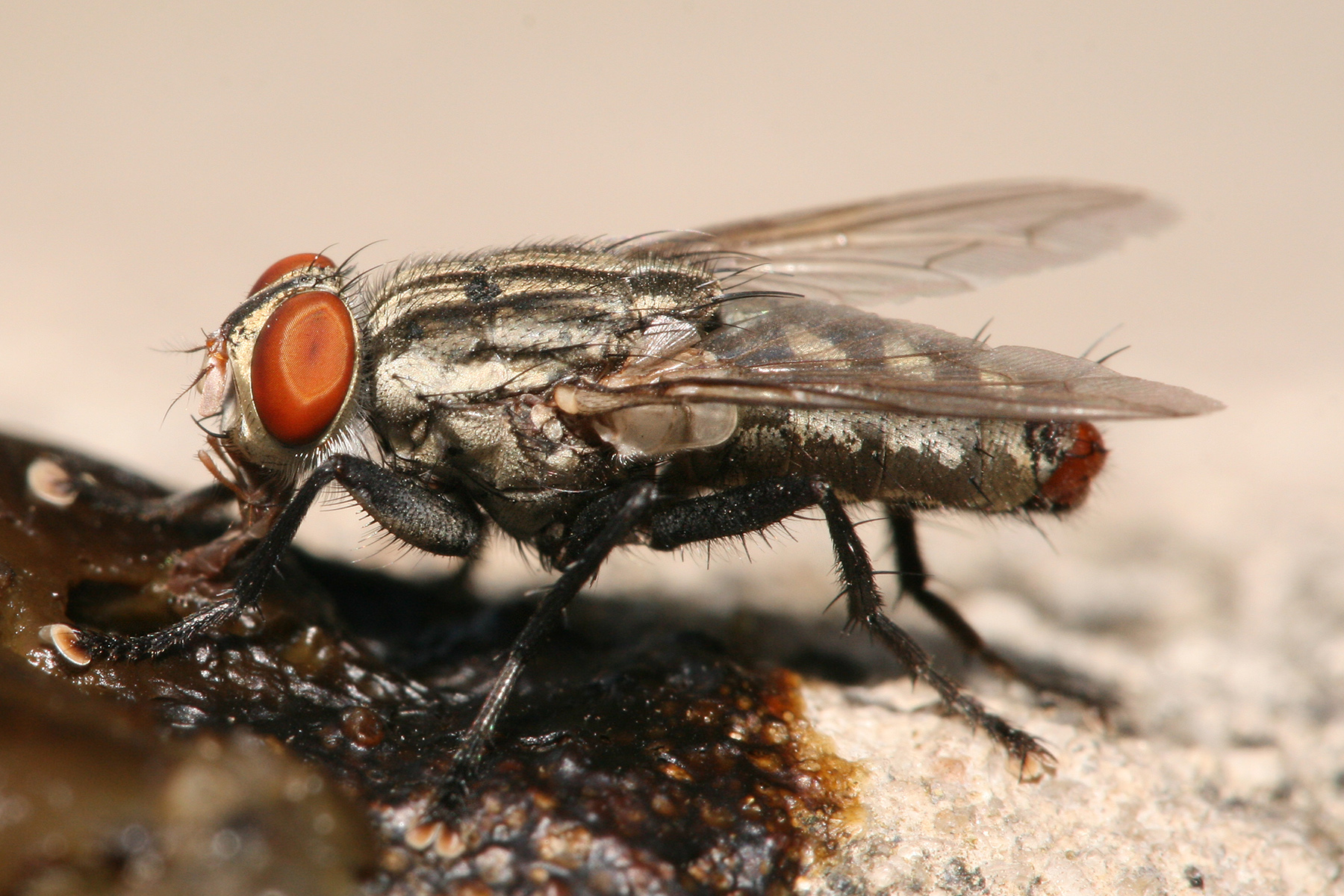